# Gossypium tomentosum
Maʻo o Hawaiian cotton (Gossypium tomentosum) es una especie del género Gossypium, endémica de las islas Hawái. Habita entre matorrales bajos en las elevaciones desde el nivel del mar hasta los 120 metros.

## Descripción
Gossypium tomentosum es un arbusto que alcanza una altura de 0.46 a 1.5 m y un diámetro 1.5 a 3.0 m. Los pelos de la semilla (pelusa) son cortos y de color marrón rojizo, no aptos para la hilatura.

## Taxonomía
Los estudios genéticos indican que el algodón de Hawái está relacionado con especies americanas de Gossypium, con su pariente más cercano Gossypium hirsutum. Sus antepasados pueden haber llegado a las islas desde el continente americano, hace unos 500 años aproximadamente, por una semilla transportada por el viento o en el excremento de un pájaro, o como parte de restos flotantes.

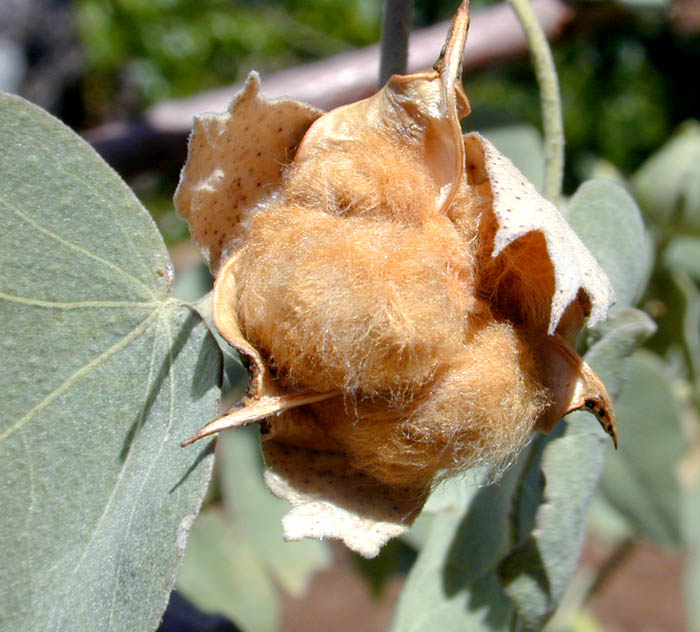
Bola de algodón de Gossypium tomentosum